# La Joliette
Pour les articles homonymes, voir Joliette.
La Joliette est un quartier du 2e arrondissement de Marseille situé au nord du Vieux-Port et du Panier. Ce quartier est au centre du projet Euroméditerranée, visant à créer un centre d'affaires.

## Histoire

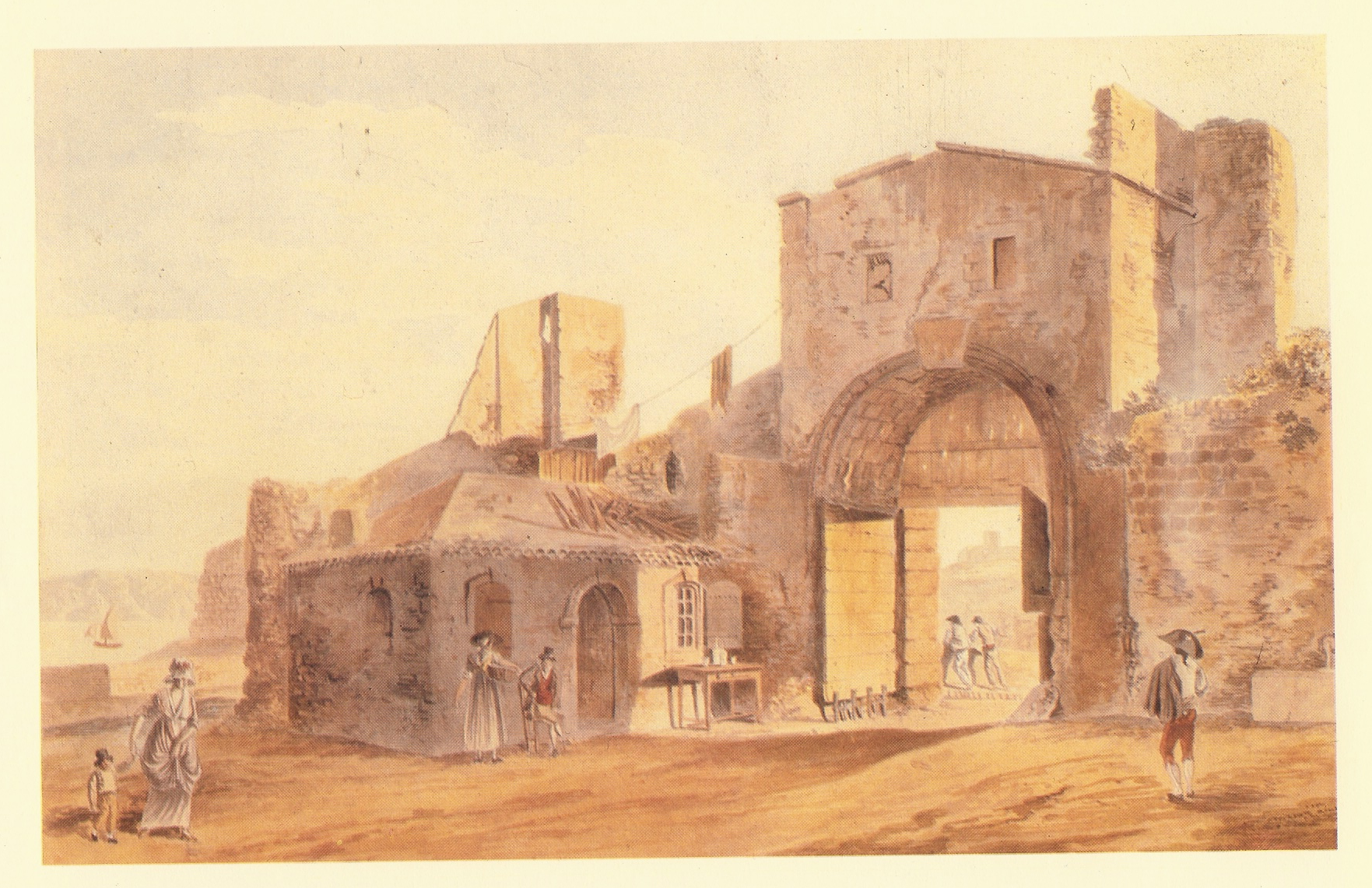
Porte de la Joliette en 1809

Selon une légende bien tenace, le nom de La Joliette viendrait de Jules César (Julius) qui, lors de la rivalité avec Pompée, avait établi son camp dans ce quartier. Dans la réalité, il semble que le quartier doive son nom à une propriété implantée à cet endroit sous l'Ancien Régime.

## Géographie

### Quartiers voisins
La Joliette est bordée par la mer à l'ouest. Les limites du quartier sont données par la carte des quartiers de Marseille. 
- au nord-ouest : quartier Arenc
- à l'est et au sud : Les Grands-Carmes
- au sud-est : Hôtel-de-Ville
- au nord et au nord-est : quartier La Villette

### Transports
Le quartier de la Joliette est desservi par les transports en commun de Marseille :
- La ligne M2 du métro a une station Joliette, située à l'entrée est de la place de la Joliette.
- Les lignes de bus assurent une desserte dans toutes les directions.
- Les lignes de tramway T2 et T3, avec les stations Joliette et Euroméditerranée-Gantès, relient le quartier jusqu'à la gare de La Blancarde et à Castellane.

Le tunnel de la Major et le tunnel Joliette relient le viaduc de Storione au tunnel du Vieux - Port, sous le quai de la Joliette, en bord de mer.

## Évolution démographique
Les changements du quartier, et notamment la rénovation urbaine en cours, participent à un processus de gentrification de la population.
| 1982  | 1990  | 1999  | 2006  | 2008  | 2009  | 2012  |
| ----- | ----- | ----- | ----- | ----- | ----- | ----- |
| 9 001 | 8 108 | 6 855 | 8 205 | 8 646 | 8 725 | 8 638 |

## Lieux et monuments

### Patrimoine religieux
- Cathédrale de la Major
- Vieille Major

### Salles de spectacles
- Théâtre de la Minoterie
- Silo de la Joliette
- Dock des Suds
- Cinéma Pathé La Joliette

### Lieux d'intérêt

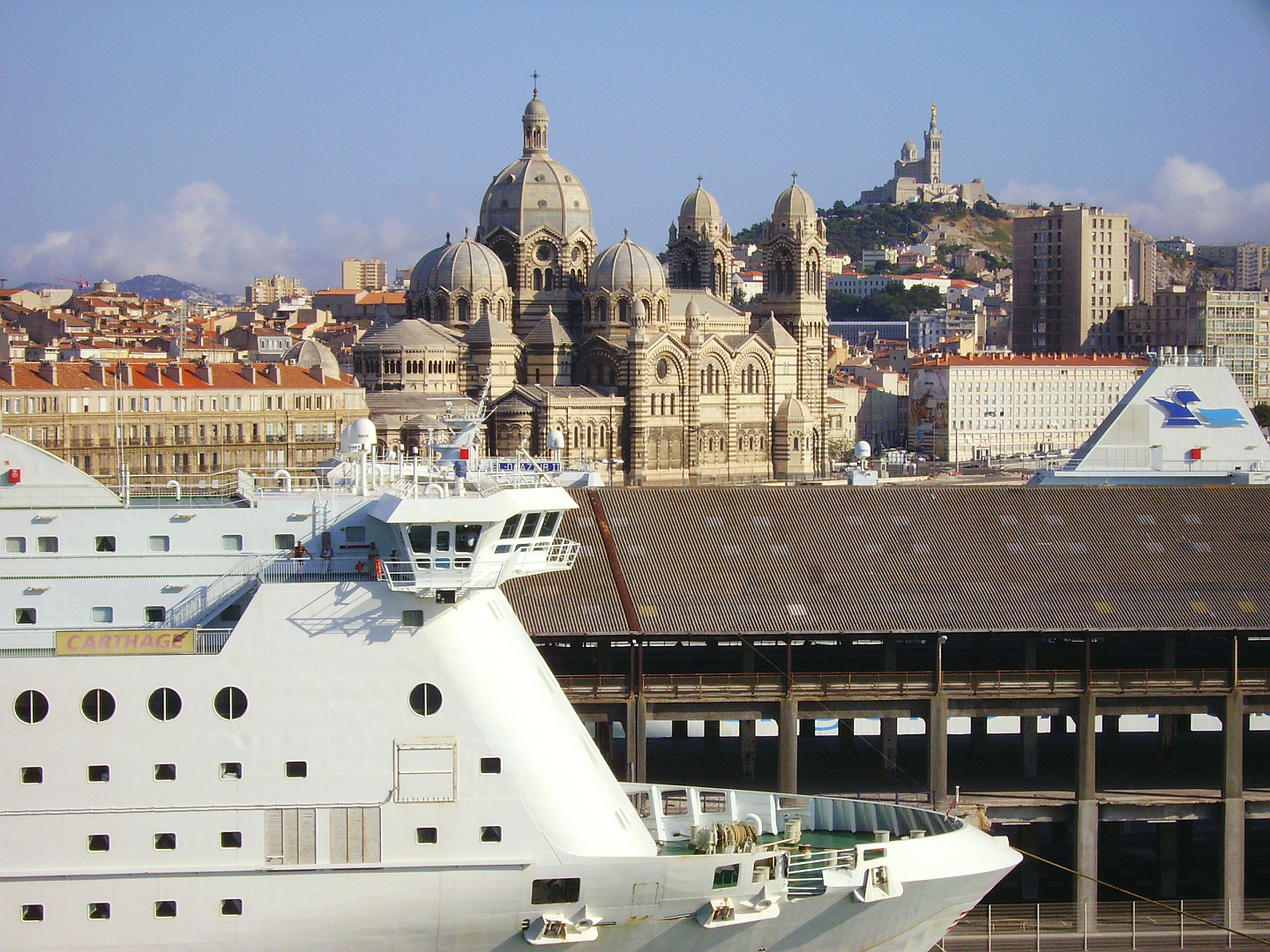
Le quartier de la Joliette vu depuis le port.

- Docks
- Place de la Joliette
- Hangar J1
- Mucem
- Villa Méditerranée